# スターチャイルド (企業)
株式会社スターチャイルド(英: starchild, inc.）は、東京都渋谷区に本社を置き、ヴィジュアル系（略称はV系。海外呼称はVisual kei）に専門特化したクロスメディア事業を行う日本の企業。
2009年12月、代表取締役の星子誠一は国土交通省観光庁よりVISIT JAPAN大使を拝命。

## 概要
会員制WEBサイト「club Zy.」を中心に、スマホ週刊ブロマガ！「club Zy.チャンネル」、フリーペーパー「club Zy.MAG」「Gab.」、ライブイベント「stylish wave」、オンデマンド写真集「club Zy.COLLECTION」等の企画、運営をしている。

## 沿革
- 2000年（平成12年）
  - 9月 - 株式会社スターチャイルドを東京都渋谷区に設立。
  - 9月 - 携帯公式サイト「Poke ショック」を3キャリアでスタート。
  - 9月 - ライブイベント・ツアー事業「stylish wave」を開始。
  - 10月 - コンピレーション CD「Shock Edge」を毎年シリーズ化。
- 2001年
  - 11月 - 隔月刊誌「Zy.」を創刊。
  - 12月 - 携帯公式ファンクラブサイト「F.C. フォーラム」を3キャリアでスタート。
- 2003年
  - 3月 - フリーペーパー「Gab.」を創刊。(創刊当初は「Zy.」の付録としてスタート)
  - 7月 - WEB動画配信サイト「SC24」のサービスを開始。
  - 12月 - コンピレーションDVD「Zy.FORCE」を毎年シリーズ化。
- 2004年
  - 5月 - インショップ「Zy.style shop」をオープン。（新宿マルイワン内、期間限定）
  - 11月 - 着うたサイト「VisualWalkers」のサービスを開始。
- 2005年
  - 4月 -「SC24」フルリニューアルに伴い、全動画を無料配信開始。
- 2006年
  - 4月 - カラオケ配信「V-STYLE」のサービスを開始。（第一興商DAM内）
  - 6月 - スカイパーフェクTV!「V-STYLE"Move"」の放送を開始。（267ch.)
  - 12月 - Zy.オフィシャル・ウェブマガジン「Zy.excite」のサービスを開始。
  - 12月 - 携帯公式サイト「Zy.MOBILE」を3キャリアでスタート。
- 2007年
  - 4月 - ネットTV「Real A Project」のサービスを開始。（TFM内、1年期間限定）
  - 11月 -「SC24」が日本音楽情報専門サイト「JaME」（本部フランス）とスペシャルパートナーシップを締結。
  - 12月 - 直営オンラインショップ「Zy.Shop」を携帯版と同時にオープン。
- 2008年
  - 5月 - アーティスト投稿型SNSサイト「SC24 CAFE」のサービスを開始。
  - 12月 - 中小企業庁「中小企業新事業活動促進法」の承認取得。
- 2009年
  - 4月 - 携帯動画フル配信「SC24 MOBILE」のサービスを開始。
  - 9月 - 「Gab.」をiPhoneで、「Zy.」をiPadでアプリ・サービスを開始。
  - 11月 - 会員制無料動画配信サイト「club Zy.」をオープン。（「SC24」「Zy.excite」「SC24 CAFE」を廃止統合）
  - 12月 - 弊社代表が国土交通省観光庁より「VISIT JAPAN大使」を拝命。
- 2010年
  - 10月 - ライブイベント「Shock Edge the LIVE！（現在は「Shock Edge –stylish waveへの道-」）」を開始。
- 2011年
  - 4月 - 偶数月刊フリーペーパー「Gab.」をフルリニューアル。
  - 5月 - 奇数月刊誌「Zy.」の休刊と同時に、奇数月刊フリーペーパー「club Zy. MAG」を創刊。
  - 9月 - 直営オンラインショップ「Zy. Shop」を「club Zy. SHOP」としてフルリニューアル・オープン。
  - 11月 - スマートフォン・フォトアプリ「club Zy. PHOTO」のサービスを開始。
  - 12月 - 会員制無料動画配信サイト「club Zy.」をフルリニューアル・オープン。
- 2012年
  - 4月 - 携帯公式サイト「club Zy.チャンネル」を3キャリアでスタート。
  - 7月 - オンデマンド写真集作成サイト「club Zy. COLLECTION」をオープン。
  - 10月 - コーポレートサイトをフルリニューアル。
- 2013年
  - 1月 - スマホ週刊ブロマガ！「club Zy.チャンネル」（ニコニコチャンネル内）をオープン。
  - 4月 - オンデマンド写真集作成サイト「club Zy.COLLECTION」のスマホ版をオープン。
  - 10月 - スマホ週刊ブロマガ！「club Zy.チャンネル」のWEBサイト「club Zy.チャンネル –Billboard-」をリニューアル・オープン。

## 事業

### フリーペーパーの出版
Gab. （創刊偶数月刊フリーペーパー誌）
2003年3月創刊。有料雑誌「Zy.」を補完するために、ヴィジュアル系情報を一掴みできるようにと、フリーペーパーとして創刊。
club Zy.MAG （創刊奇数月刊フリーペーパー誌）
2011年5月創刊。ヴィジュアル系ファンクラブを目指して命名したWEBサイト「club Zy.」を補完するマガジン。略称はMAG。有料雑誌「Zy.」を休刊させるのと同時に、フリーペーパーとして創刊。表紙撮影特集＆裏表紙撮影特集の編集形態は「Zy.」を受け継いでいる。

### WEBサイトの企画運営
club Zy.
2003年7月にスタートしたWEB動画配信サイト「SC24」を、2009年11月に無料会員制サイトとしてフルリニューアル・オープン。
club Zy.COLLECTION
2012年7月にオープン。WEB画面で好みの表紙とアーティスト画像を24枚選び、自分だけのオリジナル写真集を作成することができるオンデマンド写真集作成サイト。
club Zy.チャンネル –Billboard-
スマホ週刊ブロマガ！club Zy.チャンネル
2013年1月、「club Zy.」を補完する姉妹サイトとしてオープン。

### ライブイベントの主催
stylish wave
2000年から年間を通して全国で34〜35ヶ所開催され続けているライブイベントで、ヴィジュアル系バンドの登竜門的存在。略称はsw。
Shock Edge
毎年3回、東京で開催。stylish waveへの途上的な位置付けで、新人発掘を行なっている。